# Publicitate directă către consumator
Pentru vânzarea directă de către producători, consultați pagina Comerț cu amănuntul.
Publicitatea directă către consumatori (Publicitatea DTC) face referire la comercializarea și promovarea produselor farmaceutice direct către consumatori, în calitate de pacienți, spre deosebire de direcționarea specifică către profesioniștii din domeniul sănătății. Termenul este sinonim, în primul rând, cu publicitatea la medicamente eliberate pe bază de prescripție medicală prin intermediul platformelor mass-media - cel mai frecvent la televiziune și în reviste, dar și prin intermediul platformelor online.
Publicitatea directă către consumator este complet legală doar în Noua Zeelandă și în Statele Unite, dar face obiectul unor reglementări cu privire la informarea echilibrată privind beneficiile unei prescripții medicale în comparație cu riscurile acesteia (incluzând, fără a se limita însă la acestea, efectele secundare și contraindicațiile), printre alți factori. Reglementările privind publicitatea de acest tip se aplică de obicei materialelor publicitare care descriu indicațiile și beneficiile unei prescripții și pot fi mai permisive în cazul materialelor publicitare care nu vorbesc despre utilizarea medicamentelor. Multe țări interzic orice tip de publicitate la medicamente eliberate pe bază de prescripție medicală direct către consumatori.
Există preocupări de ordin etic și de reglementare în ceea ce privește publicitatea DTC, în special măsura în care aceste anunțuri pot influența în mod nejustificat prescrierea rețetelor pe baza cererii consumatorilor, când, în unele cazuri, acestea pot să nu fie necesare din punct de vedere medical sau ar exista opțiuni mai ieftine. Criticii DTC au susținut că se cheltuie mai mult pentru publicitate decât pentru cercetare și dezvoltare; în Statele Unite, cheltuielile producătorilor de medicamente cu publicitatea au atins 5,2 miliarde de dolari în 2016.

## Tipuri
Administrația pentru Alimente și Medicamente din SUA (FDA=Food and Drug Administration) definește mai multe tipuri comune de DTC pentru medicamentele eliberate pe bază de prescripție medicală :
- Reclama de tip „cerere și ofertă” identifică denumirile comune și comerciale ale medicamentului și conține cel puțin o indicație aprobată, precum și afirmații legate de beneficiile produsului[6] [4] [5].
- Reclama de tip „memento" este concepută pentru a facilita recunoașterea unei mărci de medicamente. Reclamele de tip memento nu pot conține informații sau imagini care să se refere la utilizările aprobate ale medicamentului, dar pot avea teme care fac o aluzie vagă la acestea[7]; de exemplu, o reclamă de tip memento pentru medicamentul împotriva disfuncției erectile Viagra conținea melodia „Good Morning" și scene cu un bărbat mergând fericit la serviciu, subliniind aluzia sexuală din versurile „it's great to stay up late" („e minunat să stai treaz până târziu”)[8]. Ele pot conține totuși apeluri care îndeamnă telespectatorii să își întrebe medicul sau să caute o resursă externă (cum ar fi un site web sau o linie telefonică de urgență) pentru mai multe informații [9] [10].

- O reclamă care îndeamnă populația „întrebe medicul” nu este prezentată ca fiind în primul rând marketing pentru un medicament, ci seamănă mai degrabă cu o campanie de sensibilizare pentru o anumită afecțiune medicală. Acest tip de reclamă nu specifică niciun produs sau tratament specific și îndrumă publicul să își întrebe medicul sau să caute o resursă externă pentru mai multe informații. Aceste puncte de informare sunt, la rândul lor, folosite pentru a promova anumite opțiuni de prescriere a medicamentelor[11]. Campaniile de tip „întreabă medicul” sunt folosite uneori ca marketing preliminar pentru unele medicamente noi[12].

Anunțurile de tip memento și „întreabă medicul” sunt adesea folosite de către producătorii de medicamente pentru a ocoli restricțiile mai oneroase (cum ar fi enumerarea obligatorie a efectelor secundare) sau interdicțiile absolute privind publicitatea pentru afirmațiile referitoare la produse, deoarece niciuna dintre ele nu pune accent pe promovarea medicamentului în sine . Uneori, o campanie poate combina aceste două tipuri de anunțuri, cu un anunț în care se vorbește despre afecțiune, iar un alt anunț, cu un stil similar, care menționează produsul, dar nu și afecțiunea, încercând să-l determine pe telespectator să deducă asocierea dintre anunțuri.

## Legalitate

### Brazilia
În 2008 a fost emisă o nouă rezoluție a ANVISA (Agenția de Control pentru Vigilență Sanitară), Rezoluția 96 din 17 decembrie, cu accent pe reclamele la medicamente. Aceasta face posibilă publicitatea directă către consumatori a medicamentelor fără prescripție medicală, cu restricții privind tipul de medicament și cuvintele sau imaginile care pot fi folosite, printre altele. Reclamele pentru medicamentele eliberate pe bază de prescripție medicală pot apărea numai în reviste științifice, medicale sau profesionale din domeniul sănătății.

### Canada
Legea privind alimentele și medicamentele interzice publicitatea directă către consumatori aproape în totalitate în cazul medicamentelor eliberate pe bază de prescripție medicală: toată publicitatea directă către consumatori a medicamentelor a fost interzisă până în 1978, când agenția guvernamentală Health Canada a început să permită reclame care să conțină doar numele, cantitățile și prețurile medicamentelor, astfel încât farmaciile să își poată afișa prețurile în scopul comparării. În anul 2000, agenția guvernamentală Health Canada a adoptat o interpretare a acestei legi, care permite ca  reclamele menționate mai sus să fie pe post de „memento” și de "întreabă medicul", deși, anunțurile în stil american ce oferă informații complete despre medicamente care menționează scopul unei prescripții rămân interzise . Mai târziu în acel an, Health Canada a decis că mai multe reclame cu temă similară de tip "memento" și "întreabă medicul" nu respectau reglementările, deoarece asocierea lor constituia o reclamă pentru un produs complet  .
Nu există reglementări care să impună ca publicitatea directă către consumator să fie interzisă de legislația canadiană care să fie eliminat sau înlocuit de pe canalele de televiziune din SUA și din publicațiile tipărite distribuite în această țară .
În 2014, profesorul și medicul Dr. Joel Lexchin de la Universitatea York și profesorul agregat Barbara Mintzes de la Universitatea din British Columbia au publicat un studiu care a evidențiat 10 cazuri de DTC care s-au petrecut între anii 2000 și 2011 cu răspunsuri "nesatisfăcătoare" din partea Health Canada. Aceștia au constatat că în aplicarea de către Health Canada a acestor reglementări "lipsea responsabilitatea și transparența" - fără nicio înregistrare publică a plângerilor și a aplicării legii în afară de acoperirea mass-media a anumitor cazuri proeminente și nici o dovadă că Health Canada a emis vreodată amenzi pentru încălcări. În concluzie, aceștia au afirmat că "de când DTC a devenit vizibilă în SUA la mijlocul anilor 1990, guvernele succesive de diferite orientări politice din Canada au dat dovadă de un angajament remarcabil de consecvent față de neaplicarea legii" .

### Europa
În octombrie 2002, Comisia Europeană a votat împotriva unei propuneri de a permite în mod selectiv publicitatea pentru „informații privind educația despre boală” în legătură cu SIDA, astmul și diabetul . În ciuda insistențelor contrare din cauza naturii sale selective și controlate, Comisia pentru Mediu, Sănătate Publică și Siguranța Alimentară a Parlamentului European a evaluat că nu se poate avea încredere în industria farmaceutică pentru a furniza informații imparțiale și nepărtinitoare. Europarlamentarul Partidului Laburist din Marea Britanie, Catherine Stihler, a susținut că propunerea a fost o „pantă alunecoasă” către practicile publicitare în stil american care promovează „medicamente minune” scumpe și că „nu vrem ca consumatorii să stea pe canapele lor să fie bombardați cu o vânzare în masă de medicamente produse de companii mari în pauză publicitară dintre Crossroads și Coronation Street ”.

### Hong Kong
În conformitate cu Ordonanța privind reclamele medicale nedorite, publicitatea pentru medicamente este legală numai pentru afecțiuni „minore”, cum ar fi tuse și răceală, dureri de cap, indigestie și altele. Anunțurile nu ar trebui să includă reprezentări ale tratamentului, cadre medicale sau dramatizări ale simptomelor.

### Noua Zeelandă
Conform Legii medicamentelor din 1981, reglementată de Codul de publicitate pentru produse terapeutice și de un cod de autoreglementare de către grupul industrial Medicines New Zealand, Noua Zeelandă este una dintre singurele țări, în afara Statelor Unite, care permite publicitatea directă către consumatori pentru medicamente pe bază de prescripție medicală. O revizuire în curs de desfășurare a Legii pentru a dezvolta o înlocuire - Legea privind produsele terapeutice, s-a confruntat cu eforturi de a obține influență pentru și împotriva legalității continue a publicității DTC .

### Regatul Unit
Este interzis ca materialele publicitare adresate publicului larg să conțină referiri la medicamentele eliberate numai pe bază de prescripție medicală, pe motiv că acestea nu trebuie prezentate la alegerea consumatorului. Pagina de pornire a site-ului web al unui producător de medicamente constituie, de asemenea, material publicitar și, prin urmare, este posibil să nu includă nici referințe la produse eliberate pe bază de prescripție medicală.
Într-o audiere din anul 2005 a Comitetului Selectat de Sănătate, directorul general GlaxoSmithKline Marea Britanie, Eddie Gray, a declarat că compania nu intenționează să obțină influență în publicitatea DTC în regiune, invocând atitudinile predominante ale consumatorilor împotriva conceptului .

### Statele Unite ale Americii
În conformitate cu reglementările Administrației SUA pentru Alimente și Medicamente (FDA), reclamele de „revendicare a produsului” direct către consumator pentru un medicament eliberat pe bază de prescripție medicală trebuie să includă informații despre efectele adverse majore și contraindicațiile lor în alineatul principal, echitabile din punct de vedere al raportului riscuri-beneficii. Cu excepția cazului în care li se oferă „furnizare adecvată” printr-o varietate de puncte de vânzare, anunțurile trebuie să includă și un „scurt rezumat” al tuturor riscurilor asociate cu medicamentul. În anunțurile tipărite din reviste, acest rezumat este de obicei oferit pe a doua pagină.
Anunțurile tipărite trebuie să conțină o notificare standard care învață pacienții să raporteze reacțiile adverse și evenimentele adverse programului MedWatch al Administrației SUA pentru Alimente și Medicamente. În reclamele difuzate în presa audiovizuală, cum ar fi reclamele de televiziune, sunt enumerate de obicei doar efectele secundare majore, iar anunțul îi îndrumă pe spectatori să consulte un site web sau un număr curent al revistei pentru mai multe informații („scurtul rezumat”) menționat anterior. Dacă medicamentul este subiectul unuiavertisment în cutie din partea FDA (care indică un risc grav), avertismentul trebuie reprodus în toate materialele publicitare, iar reclamele de memento pentru medicament sunt interzise  .
Dacă o reclamă nu conține noțiuni de sănătate, aceasta nu intră sub jurisdicția FDA, dar poate fi totuși reglementată de Comisia Federală pentru Comerț .

#### Istoria timpurie
În 1962, Congresul Statelor Unite a dat FDA autoritatea de a reglementa etichetarea și publicitatea medicamentelor eliberate pe bază de prescripție, dar FDA nu a stabilit reglementări până în 1969. Acestea impuneau ca anunțurile pentru prescripții să includă informații despre efectele secundare și contraindicațiile majore ale acestora și, cu excepția cazului în care au „furnizare adecvată” prin intermediul diferitelor puncte de vânzare, un „scurt rezumat” al tuturor efectelor secundare și contraindicațiilor .
Companiile farmaceutice și-au dirijat eforturile de marketing către medicii autorizați în anii 1970, deoarece FDA a ordonat că numai medicii pot prescrie medicamente. Cu toate acestea, o mișcare mai mare către autonomie în deciziile privind îngrijirea sănătății a determinat primele exemple proeminente de publicitate directă către consumator. Merck a publicat primul anunț de publicitate DTC tipărit pentru un vaccin împotriva pneumoniei (cu accent pe persoanele cu vârsta de 65 de ani sau mai mult), iar Boots Pharmaceuticals a difuzat prima reclamă de televiziune DTC în 1983 pentru ibuprofen Rufen pe bază de prescripție medicală. Reclama a promovat-o ca o alternativă mai ieftină la marca principală Motrin și nu conținea mențiuni de sănătate. FDA a cerut în scurt timp ca anunțul Rufen să fie retras, dar a fost restaurat după modificări minore .
Întrucât instrucțiunile acestuia nu au fost scrise pentru mass-media, aceste campanii timpurii au stârnit îngrijorare din partea FDA, mai ales după ce medicamentul pentru artrită Oraflex (a cărui eliberare a fost susținută de o campanie de PR semnificativă) a fost retras după numai cinci luni pe piață, în urma rapoartelor de reacții adverse și decese. Comisarul FDA Arthur Hayes s-a arătat rezervat față de impactul pe care publicitatea DTC l-ar avea asupra industriei și sănătății publice și a cerut un moratoriu în septembrie 1983, în așteptarea unor reglementări suplimentare. Moratoriul a fost ridicat în 1985 . Industria a considerat că cerința pentru un „scurt rezumat” al tuturor efectelor secundare a fost concepută ținând cont de presa scrisă și că lungimea și limbajul tehnic crescând al acestora (care ocupă adesea o pagină întreagă separată de litere mărunte atunci când sunt publicate într-o revistă) au făcut publicitate televizată a prescripțiilor irealizabile. Până în anii 1990, au existat solicitări ca FDA să-și simplifice reglementările pentru a face conceptul viabil  .

#### Dereglementare parțială
In 1996, o campanie de marketing pentru Claritin, un medicament împotriva alergiilor, eliberat pe bază de rețetă, a găsit o cale de scapare, excluzand intenționat informații  din publicitate cu privire la administrarea medicamentului. Reclama de televiziune la medicamentul Claritin nu conținea decât imagini, sloganuri precum: „Zile și nopțile clare sunt aici” și „Este timpul pentru Claritin” și, un numar de telefon la care telespectatorii trebuiau să sune sau să-și consulte medicul pentru mai multe informații . În 1997, FDA a lansat noi instructiuni menite să facă publicitatea DTC la radio și televiziune mai puțin împovărătoare. FDA a clarificat in mod special, că informarea audienței despre modalitatile in care poate fi obținut „prospectul pe scurt” (cum ar fi reclama într-o revistă, o linie telefonică telefonică sau un site web) a constituit o „furnizare adecvată” a informațiilor despre risc și, prin urmare, nu a mai fost necesara includerea acestora în anunț. De asemenea, FDA a recunoscut reclamele de memento (cum ar fi anunțul Claritin menționat mai sus) ca nefiind supuse acestor reguli, intrucat acestea nu conțin afirmatii sau declaratii cu privire la indicațiile și beneficiile medicamentului.
Industria a profitat rapid de noile orientari: până în 1998, cheltuielile publicitare pentru DTC au ajuns la 1,12 miliarde de dolari  . În ciuda acestei creșteri, s-au manifestat preocupari atat cu priviinta la unele reclame care nu s-au concentrat suficient pe descrierea corectă a produsului, cat și cu privire la publicitatea medicamentelor pentru disfuncția erectilă difuzata în timpul programelor care pot fi urmărite pe scară largă de copii. În 2005, Pharmaceutical Research and Manufacturers of America (PhRMA) a instituit noi linii directoare voluntare pentru DTC, printre care se numara cerințele de a prezenta in mod voluntar reclamele la FDA pentru examinare și de a instrui profesioniștii din domeniul sănătății cu privire la noile medicamente noi înainte de începerea unei campanii de publicitate, de a utiliza un limbaj clar în publicitate, de a obtine o orientare adecvată pentru reclamele care implică subiecte care pot fi neadecvate pentru anumite categorii de public și de a nu utiliza reclame „memento” . Până în 2011, cheltuielile pentru publicitatea farmaceutică au crescut la aproximativ 4,5 miliarde USD pe an  și au ajuns la 5,2 miliarde USD până în 2016.
Odată cu creșterea cheltuielilor, DTC a început să se confrunte cu opoziția. În 2015, casa delegaților Asociației Medicale Americane a votat în favoarea unei moțiuni care susține interzicerea DTC, sustinand că aceste eforturi de marketing contribuie la costul ridicat al medicamentelor și „umflă cererea de medicamente noi și mai scumpe, chiar și atunci când aceste medicamente ar putea să nu corespunda nevoii” . Pe 4 martie 2016, senatorul Al Franken a introdus Legea privind protejarea americanilor de marketingul medicamentelor, care propunea eliminarea scutirilor de taxe pentru companiile farmaceutice care se angajează în DTC. Totodatata Franken și-a manifestat preocuparea că industria cheltuia prea mult pe marketing. Într-un demers similar, reprezentanta Rosa DeLauro a cerut un moratoriu de trei ani pentru publicitatea medicamentelor eliberate pe bază de prescriptie nou-aprobate .

#### Afișare propusă a prețurilor de listă
Pe 8 mai 2019, Departamentul de Sănătate și Servicii Umane (HHS) a aprobat un mandat pentru ca preturile de lista să fie afișate în publicitate pentru orice rețetă care costă 35 de dolari sau mai mult, pentru 30 de zile de tratament. Reclamele ar putea include, de altfel, comparații de preț față de concurenți.
PhRMA s-a opus normei, argumentând că afișarea proeminentă a prețurilor de listă ar provoca confuzie, deoarece acestea nu reflectă ceea ce ar plati pacienții în mod normal in cadrul unei asigurari (norma a impus afisarea une clauze de renuntare  a răspunderii care sa precizeze că cei care au asigurăre de sănătate pot plăti o sumă diferită) . Atunci când norma a fost propusă în octombrie 2018, PhRMA a declarat că membrii săi se vor angaja să publice orice informații detaliate cu privire la prețuri online (inclusiv posibile costuri suportate din buzunar și informații despre opțiunile de sprijin financiar) și să direcționeze audienta către aceste informații în cadrul publicității lor. Cu toate acestea, HHS le-a contestat argumentele, sustinand că prețurile de listă ar ajuta pacienții să calculeze cât ar plăti, mai ales dacă nu și-au îndeplinit încă fransiza de asigurare sau daca medicamentul nu este acoperit de asigurarea lor. Secretarul pentru Sănătate și Servicii Umane, Alex Azar, a comparat cerința propusă cu reglementări similare care implică prețuri de listă pentru automobile   .
La 8 iulie 2019, cu puțin timp înainte de a intra în vigoare, norma a fost anulată de judecătorul districtualDC Amit Mehta, care a decis că a depășit autoritatea HHS .

#### Impactul asupra prețurilor medicamentelor și a îngrijirii pacienților
Publicitatea directă a medicamentelor eliberate pe bază de rețetă către consumatori este legală numai în SUA și Noua Zeelandă . Odată cu introducerea proiectului de lege privind produsele terapeutice în Noua Zeelandă, SUA va fi probabil singura țară din lume în care medicamentele eliberate pe bază de prescriptie medicala pot face publicitate directa catre consumatori. Furnizorii de asigurări de sănătate au susținut de mult timp ca publicitatea farmaceutica DTC  și „detalierea medicamentelor” au crescut costurile de marketing pentru industria farmaceutică, stimuland în acelasi timp vânzarea anumitor medicamente mai noi, eliberate pe bază de rețetă. De asemenea, organizațiile de consumatori au susținut interzicerea DTC pentru a reduce efectele negative ale comercializarii produselor farmaceutice catre consumatori. Potrivit furnizorilor de servicii medicale, reclamele farmaceutice aparute la televizor și pe internet au afectat îngrijirea pacienților și au crescut costurile pentru îngrijirea medicala, in loc sa le reduca. Medicamentele eliberate pe bază de rețetă acoperite de asigurarea de sănătate ar trebui să fie prescrise „pe baza dovezilor și a valorii” mai degrabă decât pe „reclame stridente” .

## Recepție
Susținătorii publicității directe către consumatori susțin că reclamele sporesc concurența, ceea ce duce la scăderea prețurilor medicamentelor eliberate pe bază de prescripție medicală și la un nivel nou de dezvoltare, invocând, de exemplu, faptul că între 1997 și 2001, cheltuielile pentru cercetare și dezvoltare în SUA au crescut cu 59%, în timp ce cheltuielile pentru promovarea medicamentelor direct către pacienți au crescut cu pana la 145%. Cu toate acestea, alți experți au afirmat că finanțarea pentru cercetare și dezvoltare este determinată de diferiti alți factori . Publicitatea directă către consumatori, printre alte inițiative de educare a pacienților, poate educa atât consumatorii cât și pacienții cu privire la noile tratamente și opțiuni terapeutice ceea ce face posibil ca acestea să nu fi fost menționate în mod proactiv de către profesionistul lor din domeniul sănătății. Susținătorii publicității DTC afirmă că aceasta oferă o oportunitate vitală pentru ca publicul să fie conștient de ceea ce îi este pus la dispoziție și să se angajeze într-o discuție educată cu medicul lor. Un studiu a observat că publicitatea directă către consumator promovează comunicarea dintre pacienți și medicii lor cu privire la medicamentele prescrise. Treizeci la sută dintre americani au indicat că discută cu medicul lor despre un medicament pe care l-au văzut la televizor. În plus, sondajele au arătat că mediatizarea sporită a avut un impact pozitiv asupra gradului în care oamenii aderă la un anumit tratament - dar doar în rândul celor care luau deja medicamente înainte de expunerea la DTCA. În rândul acestei populații, o creștere cu 10% a expunerii la promovarea publicitară a medicamentelor crește rata de aderență între 1% și 2%.
Unele studii au afirmat că publicitatea directă către consumator induce în eroare pacienții, determinându-i să ceară medicamente intens mediatizate, ceea ce duce la un tratament superficial sau sub-optim. Este posibil ca medicii să se simtă presați să prescrie anumite brand-uri de  medicamente pentru că acestea au fost menționate de un pacient. În anul 2016, Centrele pentru Controlul și Prevenirea Bolilor au raportat că 47% din toate antibioticele prescrise în Statele Unite nu erau necesare. Un alt studiu efectuat pe tineri care locuiesc în West Palm Beach, Florida, a constatat că o creștere cu 10% a expunerii publicitare a crescut numărul total de rețete cu 5%; o schimbare procentuală mai mare decât în Denver, Colorado – unde cheltuielile DTCA per persoană sunt mai mici.

### Impactul pieței
S-a susținut că publicitatea directă către consumator poate influența relația doctor-pacient, inclusiv pacienții care aduc în discuție nevoia lor pentru un medicament de marcă publicitar ca preocupare principală în timpul unei vizite la medic și devin interesați de medicamentele nou-introduse pe piață, ceea ce face posibil ca acestea să nu fi suferit suficientă supraveghere postcomercializare. S-a demonstrat că reclamele directe către consumator au contribuit la frecvența solicitărilor făcute de pacienți față de medicii lor de a prescrie medicamente analgezice, inclusiv opioide . Solicitarea unui pacient pentru un anumit medicament crește dramatic rata la care medicii prescriu, de obicei, brand-uri de medicamente mai scumpe, chiar și atunci când tratamentul pentru indicațiile existente nu justifică o astfel de utilizare. Companiile farmaceutice s-au confruntat, de asemenea, cu acuzații de „exagerare a bolilor ” – procesul de promovare a conștientizării afecțiunilor minore, precum chelia și ridurile pielii, în așa fel încât să încurajeze vânzarea de tratamente pentru acestea.
Criticii susțin, de asemenea, că resursele cheltuite pentru publicitate ar putea fi redirecționate către cercetarea și dezvoltarea de noi medicamente și terapii medicale . Medicul danez Peter C. Gøtzsche a indicat că societățile farmaceutice vor face publicitate pentru produsele lor cele mai profitabile, multe dintre ele fiind medicamente inutile de tipul „me-too” () . El susține că „nu este nevoie de marketing, deoarece produsele ar trebui să vorbească de la sine” .

### Siguranța medicamentelor
În general, promovarea începe în decurs de un an de la intrarea pe piață a medicamentelor, înainte ca sistemul de supraveghere postcomercializare să fie disponibil pentru a vedea dacă apar efecte adverse, fapt care crește riscul de vătămare. La începutul anilor 2000, resursele FDA pentru filtrarea reclamelor DTC nu țineau pasul cu numărul de reclame produse, crescând riscul ca reclamele neadecvate să fie lăsate să circule. După aprobarea sa din1999, Vioxx a fost foarte comercializat și a fost prescris pe scară largă. Când medicamentul a fost retras din motive de siguranță în 2004, Merck, dezvoltatorul său, și FDA au fost criticați pentru campania acestuia.
Mai multe reclame DTC s-au confruntat cu critici sau avertismente ale FDA cu privire la reprezentările activităților care fac parte din contraindicațiile unei rețete, cum ar fi o reclamă la Xarelto, un anticoagulant, care conținea scene în care purtătorul de cuvânt al unui pacient se afla printre motociclete (în ciuda unei clauze de renunțare la responsabilitate care spunea că pacientul în cauză nu mai trebuia să meargă cu motocicleta în timp ce lua medicamentul) și un anunț tipărit pentru tratamentul cu factor IX Idelvion, care conține o imagine a unui jucător de fotbal (cu avertismentul FDA că fotbalul este o „activitate cu risc moderat până la ridicat pentru pacienții cu hemofilie”, pe când reclama promova, în mod fals, că pacienții se puteau angaja într-o astfel de activitate fără consecințe) .

### Stereotipuri de gen
Unele afecțiuni care diferă în funcție de sex sunt reprezentate în reclamele la medicamente în moduri care nu reflectă, de fapt, epidemiologia reală. Corpurile femeilor au fost, de asemenea, obiectivizate pentru a masca sau distrage atenția de la aspectele neplăcute ale acestor boli. Astfel, comercializarea medicamentelor pentru bolile inflamatorii intestinale a fost solicitată din ambele motive. În mod similar, comercializarea medicamentului Gardasil a vizat în primul rând femeile tinere, chiar dacă bolile cu transmitere sexuală sunt purtate de ambele sexe și le afectează în mod egal.

## Lectură în continuare
- Frosch DL, Krueger PM, Hornik RC, Cronholm PF, Barg FK (2007). „Creating demand for prescription drugs: a content analysis of television direct-to-consumer advertising”. Annals of Family Medicine. 5 (1): 6–13. doi:10.1370/afm.611. PMC 1783924 . PMID 17261859.
- Kornfield R, Donohue J, Berndt ER, Alexander GC (2013). „Promotion of prescription drugs to consumers and providers, 2001-2010”. PLOS ONE. 8 (3): e55504. Bibcode:2013PLoSO...855504K. doi:10.1371/journal.pone.0055504 . PMC 3587616 . PMID 23469165.

## Linkuri externe
- Educarea consumatorului despre publicitate: unele probleme Arhivat în 2 decembrie 2022, la Wayback Machine. – de la Centrul de informare privind resursele educaționale, Centrul de informare privind abilitățile de lectură și comunicare, Bloomington, Indiana .
- 40 de ani de DTC de Matthew Arnold/Medical Marketing and Media
- Prindeți noul val de marketing farmaceutic: tendințe și strategii pentru a ajunge la consumatorii de asistență medicală de astăzi Arhivat în 21 aprilie 2017, la Wayback Machine.
- Reguli și restricții de publicitate în rețelele sociale farmaceutice
- Plângeri OPDP, FDA
- Publicitate pentru medicamente pe bază de prescripție medicală, FDA

Format:Unnecessary health care